# (1405) Sibelius
(1405) Sibelius est un astéroïde de la ceinture principale.

## Description
(1405) Sibelius est un astéroïde de la ceinture principale. Il fut découvert par Yrjö Väisälä le 12 septembre 1936 à Turku. Il présente une orbite caractérisée par un demi-grand axe de 2,25 UA, une excentricité de 0,145 et une inclinaison de 7,03° par rapport à l'écliptique.
Il fut nommé en hommage au compositeur finlandais Jean Sibelius (1865-1957).

## Compléments